# 埃丹拉贝
埃丹拉贝（法語：Hesdin-l'Abbé，法語發音：[edɛ̃ labe]）是法国上法蘭西大區加来海峡省的一个市镇，属于滨海布洛涅区。

## 地理
埃丹拉贝（50°40'7"N, 1°40'52"E）面积7.39 平方千米，位于法国上法蘭西大區加来海峡省，该省份为法国北部沿海省份，西北濒北海，南至索姆省，东临北部省。
与埃丹拉贝接壤的市镇（或旧市镇、城区）包括：伊斯克、班克坦、卡尔利、埃迪尼厄勒-莱布洛涅。

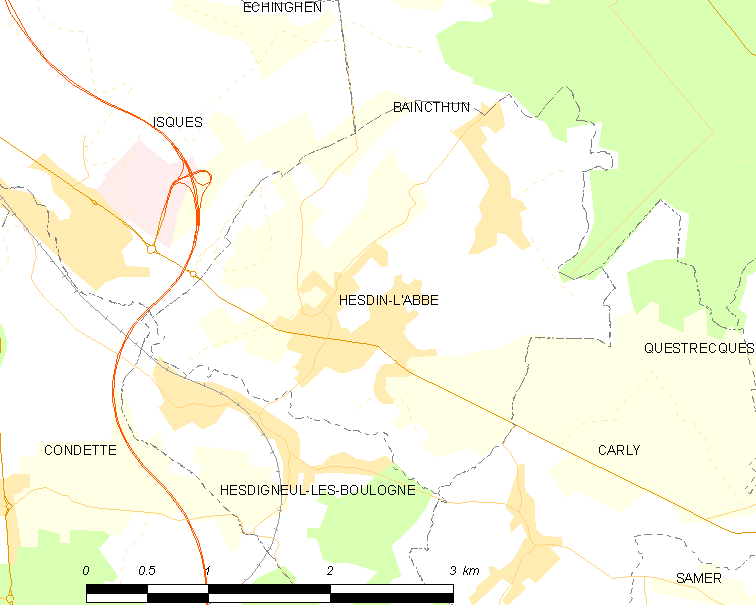
埃丹拉贝的OSM定位图

埃丹拉贝的时区为UTC+01:00、UTC+02:00（夏令时）。

## 行政
埃丹拉贝的邮政编码为62360，INSEE市镇编码为62448。

## 政治
埃丹拉贝所属的省级选区为乌特罗县。

## 人口

1962-2008年间埃丹拉贝人口变化图示

埃丹拉贝于2022年1月1日时的人口数量为1870人。